# 具鳞黄堇
具鳞黄堇（学名：Corydalis squamigera）为罂粟科紫堇属下的一个种。

## 扩展阅读
維基物種上的相關：具鳞黄堇